# Francuska Partia Robotniczo-Chłopska
Francuska Partia Robotniczo-Chłopska (Parti ouvrier et paysan français) – ugrupowanie dysydentów z Francuskiej Partii Komunistycznej, którzy podjęli kolaborację z III Rzeszą. Została utworzona w 1941 roku przez byłego sekretarza FPK Marcela Gittona. Po zabójstwie Gittona przez bojowników FPK we wrześniu 1941 r. działalność stopniowo zanikała.